# NGC 6700
NGC 6700 est une galaxie spirale barrée située dans la constellation de la Lyre. Sa vitesse par rapport au fond diffus cosmologique est de 4 440 ± 11 km/s, ce qui correspond à une distance de Hubble de 65,5 ± 4,6 Mpc (∼214 millions d'al). NGC 6700 a été découverte par l'astronome français Édouard Stephan en 1873.
La classe de luminosité de NGC 6700 est III et elle présente une large raie HI.
À ce jour, huit mesures non basées sur le décalage vers le rouge (redshift) donnent une distance égale à 80,550 ± 4,437 Mpc (∼263 millions d'al), ce qui est à l'extérieur des valeurs de la distance de Hubble. Notons que c'est avec la valeur moyenne des mesures indépendantes, lorsqu'elles existent, que la base de données NASA/IPAC calcule le diamètre d'une galaxie et qu'en conséquence le diamètre de NGC 6700 pourrait être d'environ 30,2 kpc (∼98 500 al) si on utilisait la distance de Hubble pour le calculer.

## Supernova
La supernova SN 2002cw a été découverte dans NGC 6700 le 4 mai 2002 par M. Papenkova et W. D. Li dans le cadre du programme conjoint LOTOSS/KAIT de l'Observatoire de Lick et The Katzman Automatic Imaging Telescope de l'université de Californie à Berkeley. Cette supernova était de type Ib.